# Gabriele Capolino
Gabriele Capolino (Formia, 4 febbraio 1961) è un giornalista e editore italiano. Direttore e editore associato di MF-Milano Finanza. Consigliere delegato di Class Editori.

## Biografia
Nato a Formia nel 1961, si laurea in Economia e commercio alla LUISS nel 1984, diventando dottore commercialista e revisore dei conti. Giornalista professionista dal 1987 a MF-Milano Finanza, ne diventa direttore nel 1999 e direttore ed editore associato nel 2001.
Dal 1998 è consigliere di amministrazione di Class Editori e dal 2007 è executive director della società con delega al coordinamento editoriale.

## Opere (parziale)
- Parmalat - La grande truffa (con Paolo Panerai, Fabrizio Massaro), Milano, Milano Finanza, 2004 [6]
- Bankitalia & i furbetti del quartierino (con Paolo Panerai, Fabrizio Massaro), Milano, Milano Finanza, 2005
- MM - Il metodo Marchionne (con Paolo Panerai, Roberto Sommella, Andrea Cabrini), Milano, Milano finanza, 2006
- Fare come lui, la lezione di Warren Buffett (con Claudia Pensotti, Giovanni Tamburi), Milano, Milano Finanza, 2022 [7]